# Cmentarz prawosławny w Nicei
Cmentarz prawosławny w Nicei został założony w 1867 po powstaniu w mieście parafii prawosławnej i cerkwi św. Mikołaja i św. Aleksandry.
Teren na wzgórzu Caucade zakupiło państwo rosyjskie z przeznaczeniem na cele wojskowe. Na prośbę społeczności wyznania prawosławnego, złożonej z Rosjan, został jednak sprzedany prywatnemu stowarzyszeniu w celu budowy kaplicy grzebalnej i organizacji cmentarza prawosławnego. Kaplicę ufundowała jeszcze w XIX wieku hrabina Tołstoj, obiektowi nadano wezwanie św. Mikołaja.
Na cmentarzu pochowanych zostało ponad 3 tys. emigrantów rosyjskich, przede wszystkim przedstawicieli rodzin szlacheckich. W 1933 na cmentarzu odbył się pogrzeb białego generała Nikołaja Judenicza. W tym samym roku na cmentarzu został pochowany były oberprokurator Świątobliwego Synodu Rządzącego Aleksandr Wołżyn. Najstarszy nagrobek, w którym pochowany został pułkownik Aleksandr Rajewski, pochodzi z 1868.
Obecnie cmentarz należy do parafii św. Mikołaja i św. Aleksandry.